# Chippewa Falls, Wisconsin

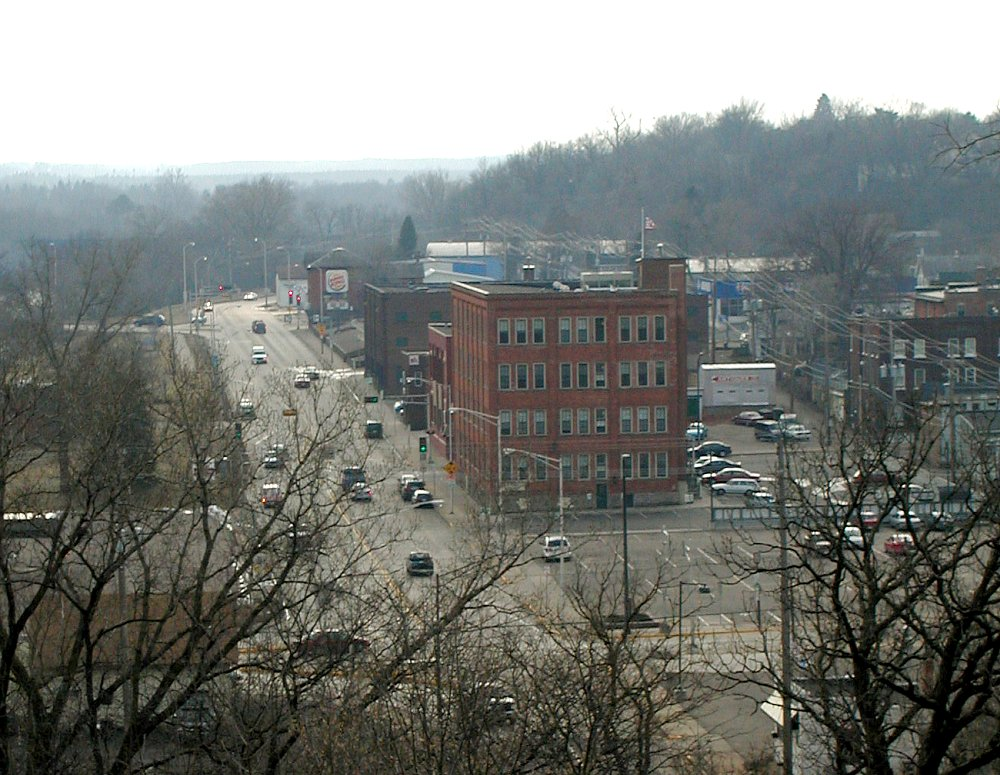
Stadskärnan i Chippewa Falls

Chippewa Falls är en stad i Chippewa County i delstaten Wisconsin, USA. 2000 hade Chippewa Falls 12 925 invånare. Chippewa Falls är administrativ huvudort (county seat) i Chippewa County. 
Jack Dawson, från filmen Titanic kommer från Chippewa Falls.